# Cecelia Condit
Cecelia Condit (1947, Filadélfia) é uma videoartista e cineasta americana. Os filmes de Condit são conhecidos por suas tentativas de subverter as mitologias tradicionais da representação feminina e as psicologias da sexualidade e da violência.

## Carreira
Condit recebeu prêmios da Fundação Guggenheim, American Film Institute, National Endowment for the Arts, Mary L. Nohl Foundation, Wisconsin Arts Council e National Media Award da Retirement Research Foundation. Seu trabalho foi exibido internacionalmente em festivais, museus e espaços alternativos e está representado em coleções como o Museu de Arte Moderna de Nova York e o Centre Georges Pompidou Musee National d'Art Moderne, Paris, França. Em 2008, Condit teve sua primeira exposição individual na CUE Art Foundation em Nova York.
Ela estudou na Academia de Belas Artes da Pensilvânia, Universidade da Pensilvânia, recebeu um B.F.A. em escultura do Philadelphia College of Art e M.F.A. em fotografia pela Tyler School of Art da Temple University. Ela atuou como professora e diretora do programa de pós-graduação no Departamento de Cinema, Vídeo, Animação e Novos Gêneros da Universidade de Wisconsin-Milwaukee, antes de se aposentar em 2017.
O trabalho de Condit recebeu atenção renovada em 2015 depois que seu curta-metragem Possibly in Michigan foi postado no Reddit. Quatro anos depois, um clipe de áudio do mesmo filme se tornou um sucesso viral no TikTok.
Seus vídeos estão disponíveis no Video Data Bank, Chicago, e Electronic Arts Intermix, NYC.